# Горякинский
Горя́кинский — упразднённый посёлок, существовавший на территории Дмитровского района Орловской области до 2004 года. Входил в состав Малобобровского сельсовета.

## География
Располагался в 12 км к югу-западу от Дмитровска на северо-восточной окраине урочища Вижанская Дача между сёлами Девятино и Привич. Высота над уровнем моря 250 м.

## История
Возник в ходе Столыпинской аграрной реформы 1906—1911 годов. По данным 1926 года числился как Горякинская группа хуторов (Столыпинский хутор). В то время здесь было 12 хозяйств крестьянского типа, проживало 67 человек (37 мужского пола и 30 женского). Населённый пункт на тот момент входил в состав Круглинского сельсовета Круглинской волости Дмитровского уезда. Позднее передан в Малобобровский сельсовет. В 1937 году в посёлке было 7 дворов. Во время Великой Отечественной войны, с октября 1941 года по август 1943 года, находился в зоне немецко-фашистской оккупации. Захоронение солдат, погибших в боях за освобождение посёлка, после войны было перенесено в общую братскую могилу села Малое Боброво. К 1981 году постоянное население в Горякинском отсутствовало. Упразднён 15 октября 2004 года.

## Население
| 67 | 0 | 0 |